# 長崎国際大学
長崎国際大学（ながさきこくさいだいがく、英語: Nagasaki International University）は、長崎県佐世保市ハウステンボス町2825-7に本部を置く日本の私立大学。2000年創立、2000年大学設置。大学の略称は国際大、長国大、NIU。

## 概観

### 大学全体
学校法人九州文化学園と長崎県及び佐世保市の公私協力方式で設置されている。ハウステンボスをキャンパスの一部としており、学生証で入場が可能である。2007年度の大学認証評価は、2009年度に再評価を受審し、基準を満たしていると財団法人日本高等教育評価機構は評価した。

### 建学の精神（校訓・理念・学是）

#### 建学の理念
長崎国際大学は「建学の理念」として3つの要素が備わった人材の育成を掲げている。全文は『長崎国際大学ホームページ』を参照。

#### 教育の目標
長崎国際大学は、「教育の目標」として3つの項目を挙げている。全文は『長崎国際大学ホームページ』を参照。

#### モットー
長崎国際大学は「モットー」を定めている。全文は『長崎国際大学ホームページ』を参照。

#### 入学者受入方針
長崎国際大学は各学部・各学科ごとに「入学者受入方針（アドミッションポリシー）」を定めている。全文は『長崎国際大学ホームページ』を参照。

### 新学部構想
近年続く科学技術の急速な発展や社会の多様化を踏まえ、同大学ではsociety 5.0時代に適応する人材の育成及び地域振興を目的に情報系、データサイエンス系【文理融合型】、建築・インテリア系の3学科を有する未来理工学部（仮称）の設置を計画している。新学部の開設時期は早くて2027年としており、校舎は佐世保市内に新設する方針である。

## 沿革

### 年表
- 1945年（昭和20年）
  - 11月 - 九州文化学院設立認可
  - 12月 - 九州文化学院創立
- 1947年（昭和22年）2月 - 九州女子専門学校昇格認可
- 1951年（昭和26年）2月 - 学校法人九州文化学園へ組織変更
- 1999年（平成11年）12月 - 長崎国際大学設置認可（人間社会学部国際観光学科・社会福祉学科）
- 2000年（平成12年）4月 - 長崎国際大学開学（人間社会学部国際観光学科・社会福祉学科）
- 2002年（平成14年）4月 - 健康管理学部健康栄養学科を開設
- 2004年（平成16年）4月 - 長崎国際大学大学院人間社会学研究科（修士課程）を開設
- 2006年（平成18年）4月 - 薬学部薬学科を開設。大学院健康管理学研究科（修士課程）、人間社会学研究科（博士後期課程）を開設
- 2014年（平成26年）4月 - 大学院薬学研究科（博士課程）を開設
- 2021年（令和3年）8月 - アーチェリー場横にNIU利休庵診療所を新築移転

## 基礎データ

### 所在地
- キャンパス（長崎県佐世保市ハウステンボス町2825-7）

### 象徴
- 長崎国際大学の校歌を定めており、公式ウェブサイトにて公開している。詳細については『長崎国際大学ホームページ』を参照。

### 特色
- 平戸鎮信流の初歩伝、初伝の取得が可能である。
  - 初歩伝、初伝を取得する場合は、別途申請料が必要となる。各学期の全学共通科目の人間理解の科目として、それぞれ1単位ずつ認められる。
  - 茶道文化ⅠA、ⅠB、ⅡB、ⅢA、ⅢB、ⅣA、ⅣBと最大8単位取得可能である。
- スポーツ実習の科目として、夏期集中コースに愛媛県の国立大洲青年の家にて4泊5日でキャンプに参加すると全学共通科目の人間理解の科目として1単位認められる。
- 先述した通り学生は在学期間中に限り無料でハウステンボスへ入場することができる。（但し、入場前に窓口で所定の手続きが必要）
- 九州・長崎IR（統合型リゾート）を申請中（2023年に不認定）だった長崎県の要請により、長崎国際大学では、国際観光学科にIR関連を学問領域とした「IRマネジメントコース」の2022年度新設を目指していた。これに先立ち、同学科では2020年度よりIR論、MICE論、MICE研修などIR関連を専門とした講義を独自に開講している。

## 教育および研究

### 組織

#### 学部
- 人間社会学部
  - 国際観光学科
  - 社会福祉学科
- 健康管理学部
  - 健康栄養学科
- 薬学部
  - 薬学科（6年制）

#### 大学院
- 人間社会学研究科
  - 地域マネジメント専攻（博士後期課程）
  - 観光学専攻（修士課程）
  - 社会福祉学専攻（修士課程）
- 健康管理学研究科
  - 健康栄養学専攻（修士課程）
- 薬学研究科
  - 医療薬学専攻（博士課程）

#### 附属機関
- 薬学部付属薬用植物園
- 図書館
- NIU利休庵診療所

### 大学関係者一覧
- 長崎国際大学の人物一覧

## 施設

### キャンパス

#### 施設
- 大学本部棟
- キャリアセンター
- 附属図書館（ピロティ：ローソン、十八親和銀行ATM）
- 食堂棟（カフェテリアコクサイ）
- 人間社会学研究棟
- 教室棟1号館
- 教室棟2号館
- 教室棟3号館
- 教室棟4号館
- 教室棟5号館（健康管理学研究棟）
- 薬学研究棟
- 教室棟6号館
- 教室棟7号館
- 薬用植物園
- PCR検査センター（NIU疾患検査センター）
- NIU利休庵診療所
- 茶道文化研修棟（自明堂）
- 体育館
- 野球場
- テニスコート
- 運動場・ゴルフ練習場
- 多目的グラウンド（人工芝）
- アーチェリー場
- 駐車場

#### 交通アクセス
JR大村線 ハウステンボス駅下車徒歩15分
JR佐世保駅・早岐駅などより、西肥バス長崎国際大学下車
- 西肥バス 「長崎国際大学」「長崎国際大学入口（旧 塔の崎）」「佐世保情報産業プラザ」各停留所

### 学生会館
ハウステンボス園内に長崎国際大学専用の学生ラウンジを設置している。

### 寮
- 女子寮として「チューリップハウス」が設置されている。ハウステンボスへの来場客向けに造られていたビジネスホテルを長崎国際大学が買収し、女子寮として使用している。また、指定寮として「ブルーメンダールマンション」が用意されている。
- 男子寮は硬式野球部専門寮が2016年に設立

### 診療所
- キャンパス内に学生や近隣住民が利用できる医療機関「NIU利休庵診療所」を設置している。2020年（令和2年）8月3日開業。診察内容は内科一般診療としており、一部オンライン診察も行っている。当初はコンテナハウス2棟からなる簡易的な施設だったが、待合室やトイレ設備が無く手狭であったことから、これを改善する為に翌年8月に学内アーチェリー場横へ診療所を新築移転した。

## 学生生活

### クラブ・サークル活動
運動系・文化系・薬学部専門サークルなど約30個以上のサークルや同好会がある。

### 学園祭
- 学園祭は開国祭と呼ばれている。

## その他
- 長崎県と佐世保市は現在、佐世保市ハウステンボス町へのIR（統合型リゾート）の誘致活動を行っているが、これに伴い県から要請があった事より同大学では国際観光学科にIR関連の人材育成を目的とした「IRマネジメントコース」の新設を検討していた。[3]
- 新型コロナウイルス感染症が世界的に流行した2020年には医学部や大学病院を持たない大学としては初めて感染の有無を診断するPCR検査センター（NIU疾患検査センター）及び診療所（NIU利休庵診療所）を学内に設置した。PCR検査や診察は医師免許を持つ薬学部の教員が行う。[4]
- 先述した通り同大学は現在、新たに4番目の学部「未来理工学部（仮称）」の設置を進めており、実現すれば県北地区初の理工系学部を有する大学となる。新学部の収容定員は令和6年2月時点で660人を想定している。[1][2]

## 対外関係

### 他大学との協定
- 「みなとまち大学連携協定」を、神戸夙川学院大学（2015年廃学）・横浜商科大学と締結している。[5]。
- 国際・学術交流等協定校
  - ハワイ大学カピオラニ校（アメリカ・ハワイ州）
  - 東西大学校（韓国）
  - 慶南情報大学（韓国）
  - 大連大学（中国・遼寧省・大連市）
  - 厦門大学嘉庚学院（中国・福建省）
  - 香港城市大学（中国・香港）
  - 崇右技術学院（台湾）
  - バス・スパ大学（イギリス）
  - サザンクロス大学（オーストラリア）
- グローバルカレッジーネットワーク
  - チチェスター大学（イギリス）
  - ジョンソン・カウンティ・コミュニティ・カレッジ（アメリカ・カンザス州）
  - 慶北科学大学（韓国）
  - 釜山女子大学（韓国）　 　
  - 北京連合大学・ピング・カレッジ（中国・北京市）
  - 北京USAカレッジ・オブ・イングリッシュ （中国）
  - バンコク スクール・オブ・マネージメント（タイ）
  - インタースプログ（デンマーク）
  - ポーリスコラン（スウェーデン）
  - ROCウェストブラバント（オランダ）
  - 長崎短期大学
  - カリタス女子短期大学
  - 東京農業大学
  - 広東文理職業学院（中国・広東省・湛江市）

## 公式サイト
- 長崎国際大学ホームページ

座標: 北緯33度6分8.9秒 東経129度47分27.5秒 / 北緯33.102472度 東経129.790972度